# Station Pietrzykowice Żywieckie
Station Pietrzykowice Żywieckie is een spoorwegstation in de Poolse plaats Żywiec.